# Bataille de Reading
Batailles
- Englefield
- Reading
- Ashdown
- Basing
- Meretun
- Ethandun

La bataille de Reading se déroule le 4 janvier 871 près de Reading, dans le Berkshire. Elle oppose les armées du roi du Wessex Æthelred et son frère Alfred le Grand aux troupes des Danois Bagsecg et Halfdan Ragnarsson.
Depuis son arrivée en 865, la Grande Armée conquiert l’Est-Anglie et la Northumbrie avant de se diriger vers Reading à la fin de l’année 870. Les Danois s’y installent le 28 décembre. Le site est un domaine royal disposant de ressources en eau et en nourriture, et constitue un point stratégique pour attaquer Wallingford et l’abbaye d’Abingdon.
Le 31 décembre, un détachement viking envoyé en reconnaissance est défait à Englefield par le comte Æthelwulf de Berkshire. Le 4 janvier, Æthelred et Alfred attaquent Reading. Ils tuent de nombreux Vikings à l’extérieur de la ville, mais sont repoussés par une contre-attaque lancée depuis l’intérieur. Æthelwulf est tué au cours de la bataille. Æthelred et Alfred parviennent à s’enfuir en traversant la rivière Lodden.
Malgré la défaite, les forces du Wessex remportent une victoire à Ashdown le 8 janvier, avant de subir deux revers à Basing et à Meretun les 22 janvier et 22 mars 871.